# 撞击盆地

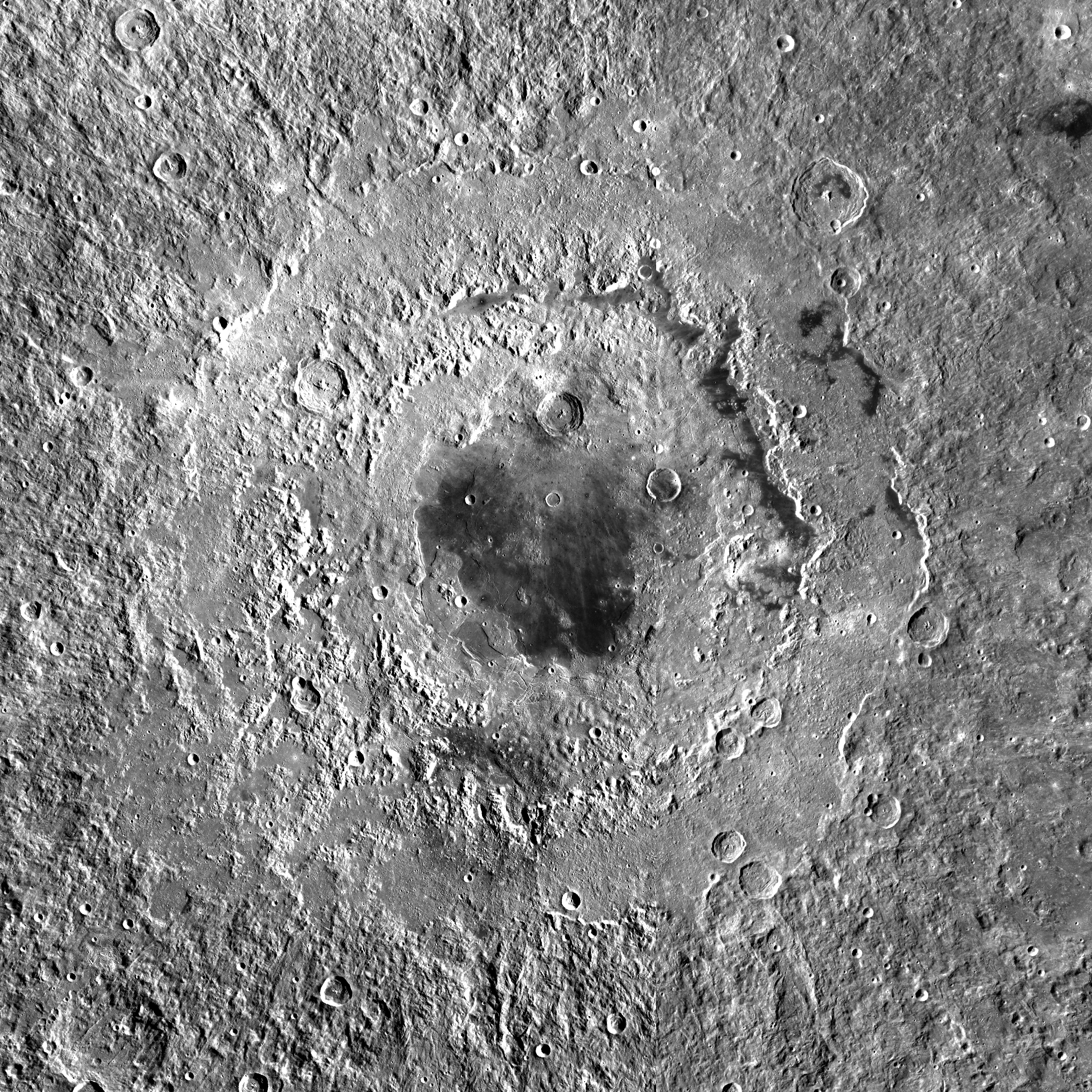
东方海盆地（月海自身是中间暗黑区），它是一座最典型的多环撞击盆地，也是月球上最年轻，保存最好的盆地。图像宽度1300公里。

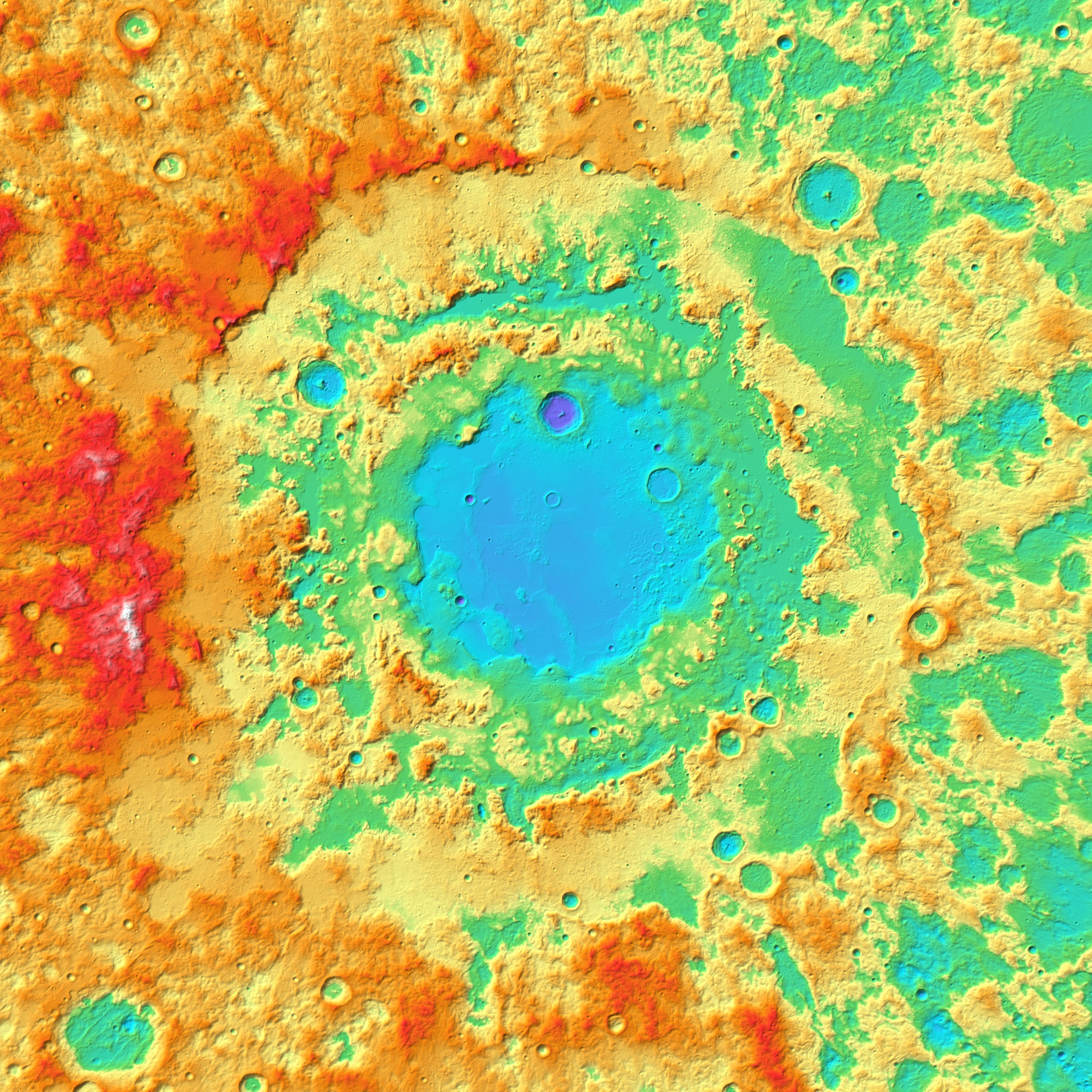
同一区域高程图(红色-山丘，蓝色-低地)

撞击盆地（Impact basin）或撞击池（Impact pool）是一种大型撞击坑，通常被称作复杂结构陨石坑（拥有双重或多重环形山脊或壁架），其特征是直径一般都在150-200公里以上。该术词在不同文章中其含义并不完全相同，特别用来指圈数不详且已严重损毁的大撞击坑，有时将所有直径超过300公里的撞击坑都称为盆地。
所有已知的盆地都很古老：它们一般出现在所在天体形成后的最初8亿年中（绝大部分形成于大约40亿年前的后期重轰炸期中），因此，许多盆地都已严重损毁。它们几乎都没有特定的地貌外观，在照片中也无法看到，只有通过精确的测高数据才能检测到它们的存在，有时，甚至要涉及到引力数据。不管，目前许多盆地仍为假想。
“盆地”一词是在1962年由冯·哈特曼（V.Hartmann）和杰拉德·柯伊伯提出的。针对月球上，其内部坐落了环绕着同心环和径向断层月海的大型撞击结构（相对于只有一圈环和没有辐射状地貌的狭义撞击坑）。
虽然通过小型望远镜可看到月球上多座多环结构盆地，但在20世纪中叶，它们并未受到足够的重视。目前对撞击盆地的研究不仅通过观察，而且还通过建模来进行探究。但尽管如此，有关盆地的构造仍存有很多不清楚的地方。

## 描述
大撞击坑的结构比小型的更复杂，大多数直径超过几十公里月球陨石坑都有一座中央峰，而直径达到140-175公里的，则会转变为一圈环形中央山脉。在引力更大的天体上，发生这种改变的陨坑直径则会更小。外圈环可能由山脊或陡崖构成，其高度向中心递减。大型盆地可能有多重环，其表现程度往往变化很大，这导致难以确定其实际数目，所以，对阿尔及尔平原盆地环数的说法有0-8重之多。
盆地一般有一圈与周边地表上撞击时所抛出岩石相隔开的主环。主环的周长半径比通常接近{\displaystyle {\sqrt {2}}}（约为1.4）。一些更大的盆地外形常常有所延伸，这种大小的陨石坑因撞击方向与地平线间存在明显的角度而被显著拉长。
由于盆地形成时大量岩石被抛出，使得坑底中部地层厚度减小，而周边地区厚度增加。盆地的外环通常由所抛出的岩石构成，但有数据显示，也有可能是地幔。随着盆地的产生，大量的岩石被熔化。根据计算，其底部的熔岩层厚度可能达数公里厚。
盆地深度取决于撞击体外壳岩石的强度，如果强度较低，地貌形状最终会被抹平；这一点在冰卫星上最为明显。在那里，古老的陨坑看不出凹凸的地貌，而只能观察到一块亮斑(变余结构)。
年轻盆地形成时散发回落的喷出物所构成的地貌有山脊、月谷和次生坑链坑。

## 分布

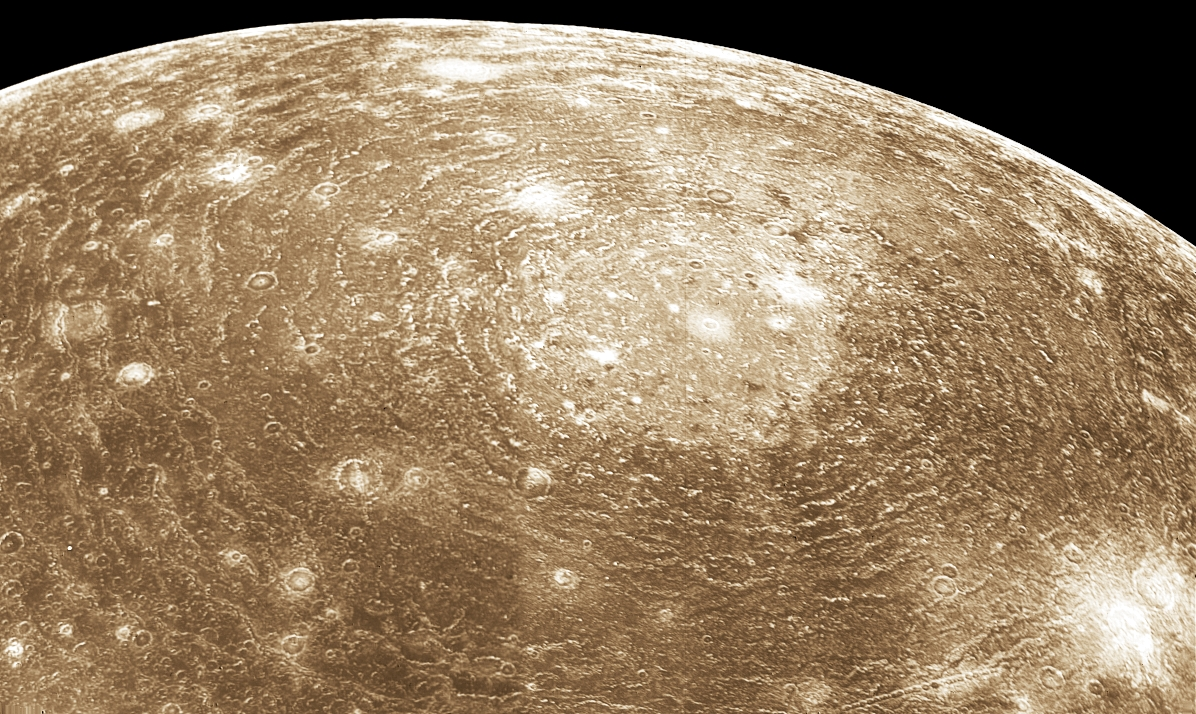
木卫四上的多环盆地-瓦尔哈拉撞击坑

在水星上已确认了22座盆地以及26座假设的盆地直径≥300公里，其中有二座（一座完全确定，另一座为推测）超过1000公里；它们中的一些坑底覆盖着一层可能源自火山活动的岩石（类似月球上的月海，但色泽更浅）。水星上的盆地分布密度较低，保存状况也更差。
金星上的撞击坑相对都较小，最大的米德撞击坑直径270公里，金星上的数座较大撞击坑都被认为是盆地。
地球上的陨石坑受侵蚀及板块运动的作用而大多早已消失，残留的陨坑极少。现剩最大的有
弗里德堡陨石坑（250-300公里）、索德柏立盆地（140-280公里）和希克苏鲁伯陨石坑（180-210公里），其中第一个保存有完好的多环结构。
在月球上，很多陨坑的直径都超过了300公里，1987年根据所拍摄的照片，发现了该类大小的陨石坑共45座（28座完全存在、17座为推测）；2008年根据高程数据分析，这类月坑数增至92座；2009年依据测高和引力测量值所掌握的月壳厚度数据，估计月球上此类陨坑约有150座，很可能，随着更深一步的研究还会发现更多。因此，月球上超过三分之二的盆地都已消失，而且永不会出现在照片中。在月球正面，大部分的盆地内都覆盖有熔岩，但月球背面的则没有或只覆盖了很少的熔岩。在那里，它们被另称为塔拉绍德地貌（海状）。
在火星上已发现了20座直径1000公里以上的盆地（但绝大部分已严重损毁）。
不只石质行星上发现了盆地，而且在冰天体上也有发现，如木卫三上的吉尔伽美什撞击坑、木卫四上的瓦尔哈拉撞击坑和土卫六上的门尔瓦撞击坑。

## 太阳系中最大的撞击坑
以下列出了太阳中直径大于1000公里，已确定为撞击结构且尚未受严重破坏的盆地。列出对象及尺寸由安德鲁斯·汉娜和朱伯提供，（多环盆地的大小是按界限最明确的最小环测定），盆地还有一些其它方面的测量值，但由于它们大多保存状况较差，没有明确的界限，但对于保存较好的，不同的作者选择了不一样的环来测定盆地直径。
| 名称            | 天体 | 大小                                            | 备注                                   |
| --------------- | ---- | ----------------------------------------------- | -------------------------------------- |
| 北极盆地        | 火星 | 10600×8500公里                                  | 已被火山活动和后续的撞击严重侵蚀       |
| 乌托邦盆地      | 火星 | 2400×2000 公里 （可能为内环）; 3300公里（当前） | 里面充满大量的火山和沉积岩             |
| 希腊盆地        | 火星 | 2280×1590 公里                                  | 可能是保存最好的巨型盆地               |
| 南极-艾托肯盆地 | 月球 | 2330×1780 公里                                  |                                        |
| 希腊盆地        | 火星 | 1570×1430 公里                                  |                                        |
| 卡洛里盆地      | 水星 | 1525×1315 公里                                  | 显示尺寸所取得的方法与其它对象稍有不同 |
| 雨海盆地        | 月球 | 1140×1090 公里                                  |                                        |

目前存在很多有关水星、月球、火星上大型盆地的假说，尤其是有关月球正面和背面的不同是由于正面曾发生过一次巨大撞击的假设，根据某些说法，该撞击坑的直径约有3000公里，而另一面达到7000公里（超过月球子午线长度的四分之一）。如果该结构确实来源于撞击（存在大量疑点），那么，它也将是太阳系中最大的盆地。
还有另一个有关稍小盆地的假说，它覆盖了月球正面大半个西部（风暴洋盆地或巨型大盆地），与前一种情况一样，这种说法也存在问题。
对火星地壳厚度的研究表明，火星表面分布有20个直径大于1000公里的盆地，但它们（除上面列出的外）都已破坏的非常严重。
火星平原盆地-阿尔及尔平原直径超过1500公里，如果你直接测量该盆地，则可能会得到另一盆地测量值（里面的内环直径），其尺寸只有870×690公里。

## 盆地命名
如同其它撞击坑一样，撞击盆地通常也按照行星体系命名法规则命：水星以艺术家、金星以著名女性、月球按科学家等，国际天文学联合会只同意采用此类名称。一些大型撞击盆地并没有自己的专用名，而是使用所包含的对象名（火星上是平原名、月球上使用月海名）。如卡洛里平原盆地、雨海盆地等。另外，还有很多是以盆地内位于边缘附近二座相向的对象（大多为陨坑）来命名，如：罗蒙诺索夫-弗莱明盆地、南极-艾托肯盆地等。

部分撞击盆地
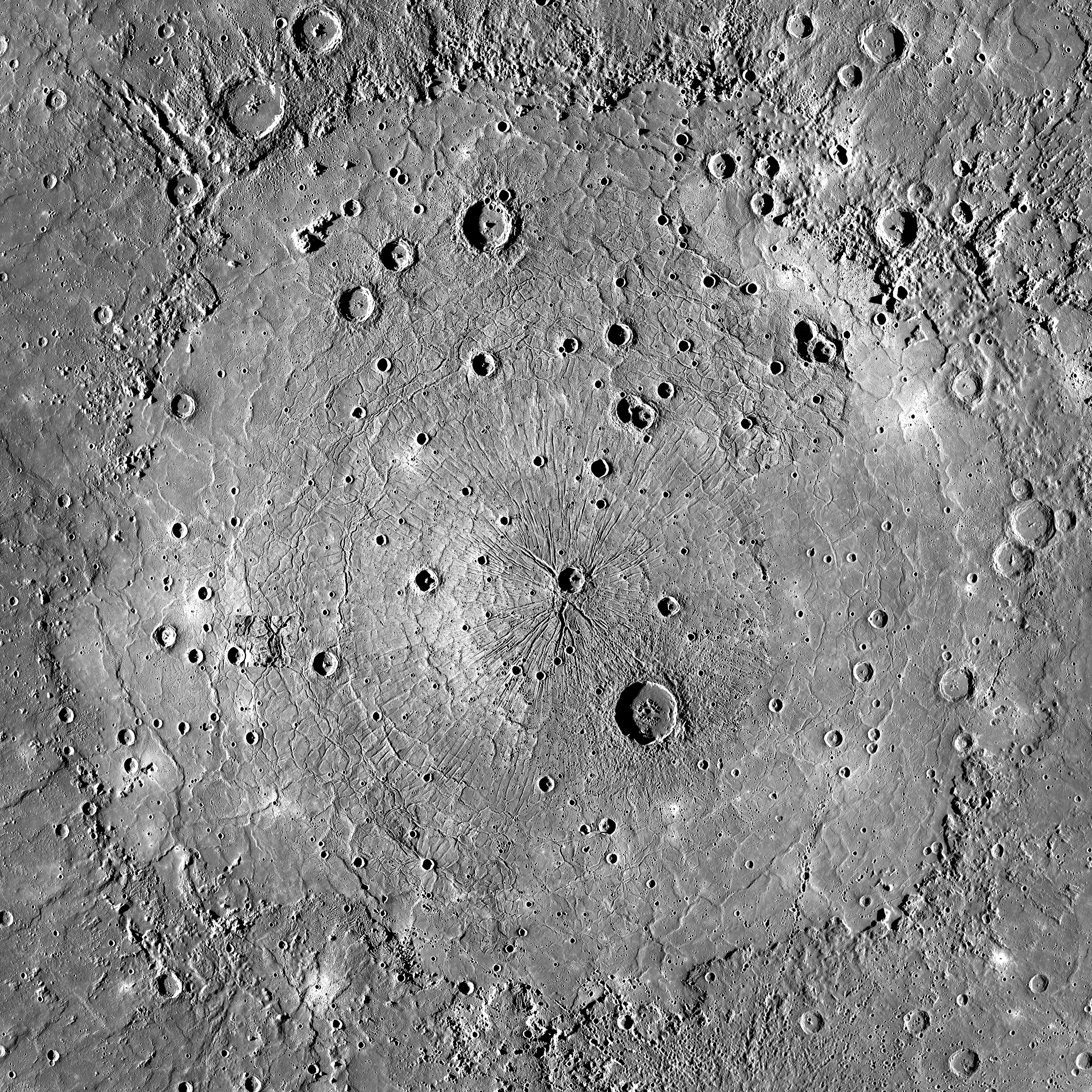
水星卡洛里盆地
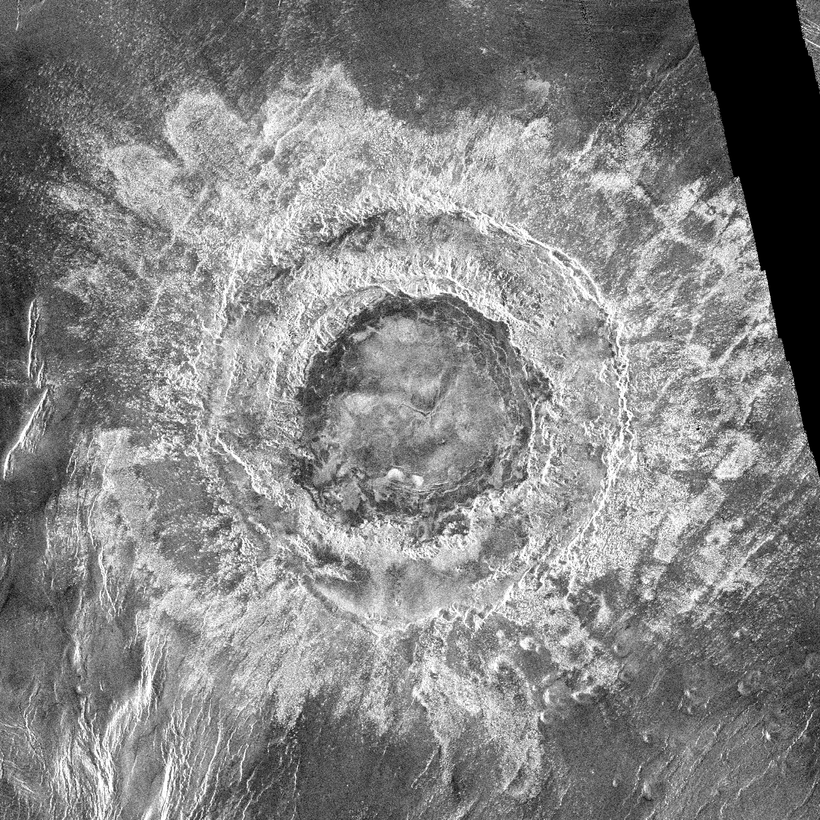
金星米德撞击坑
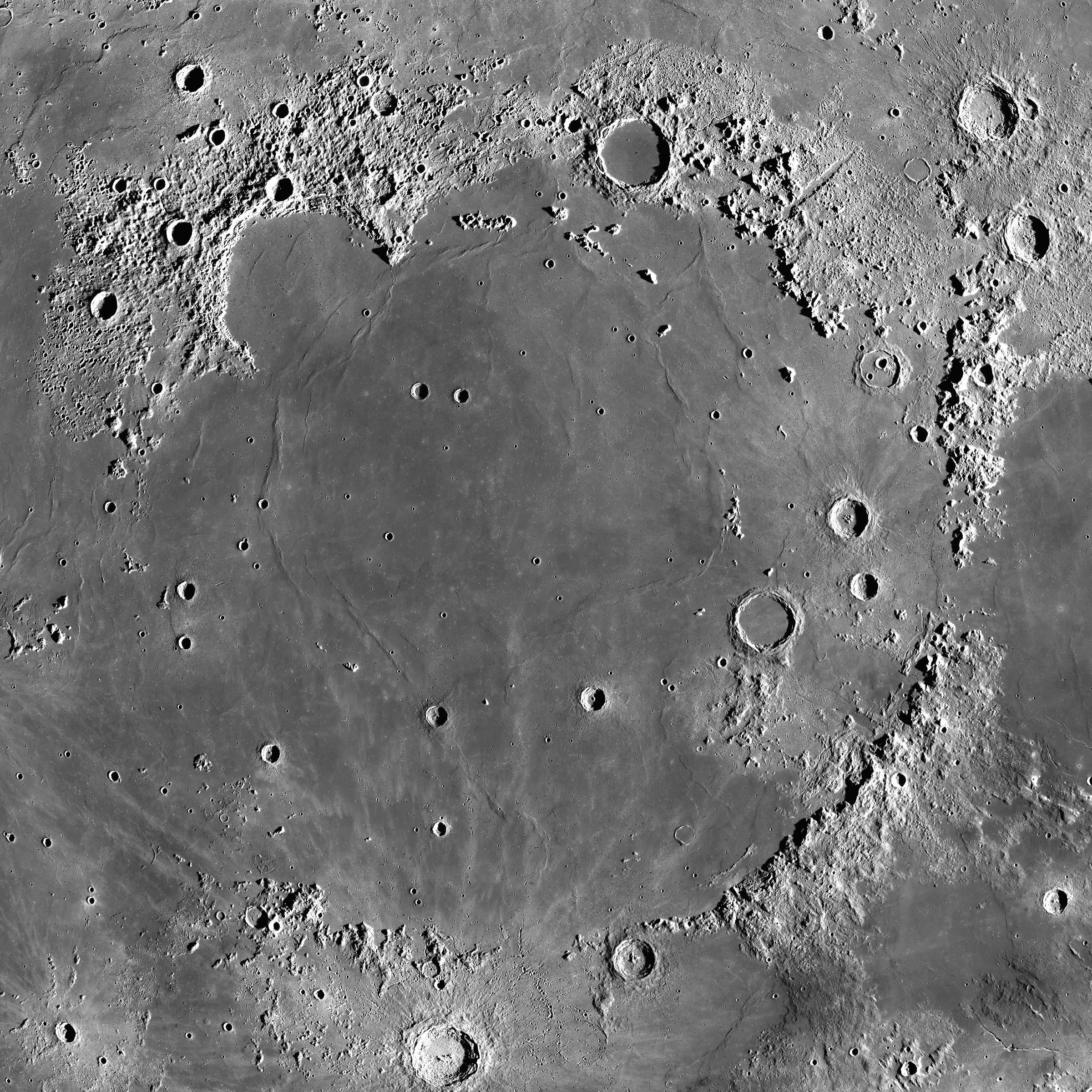
月球雨海盆地
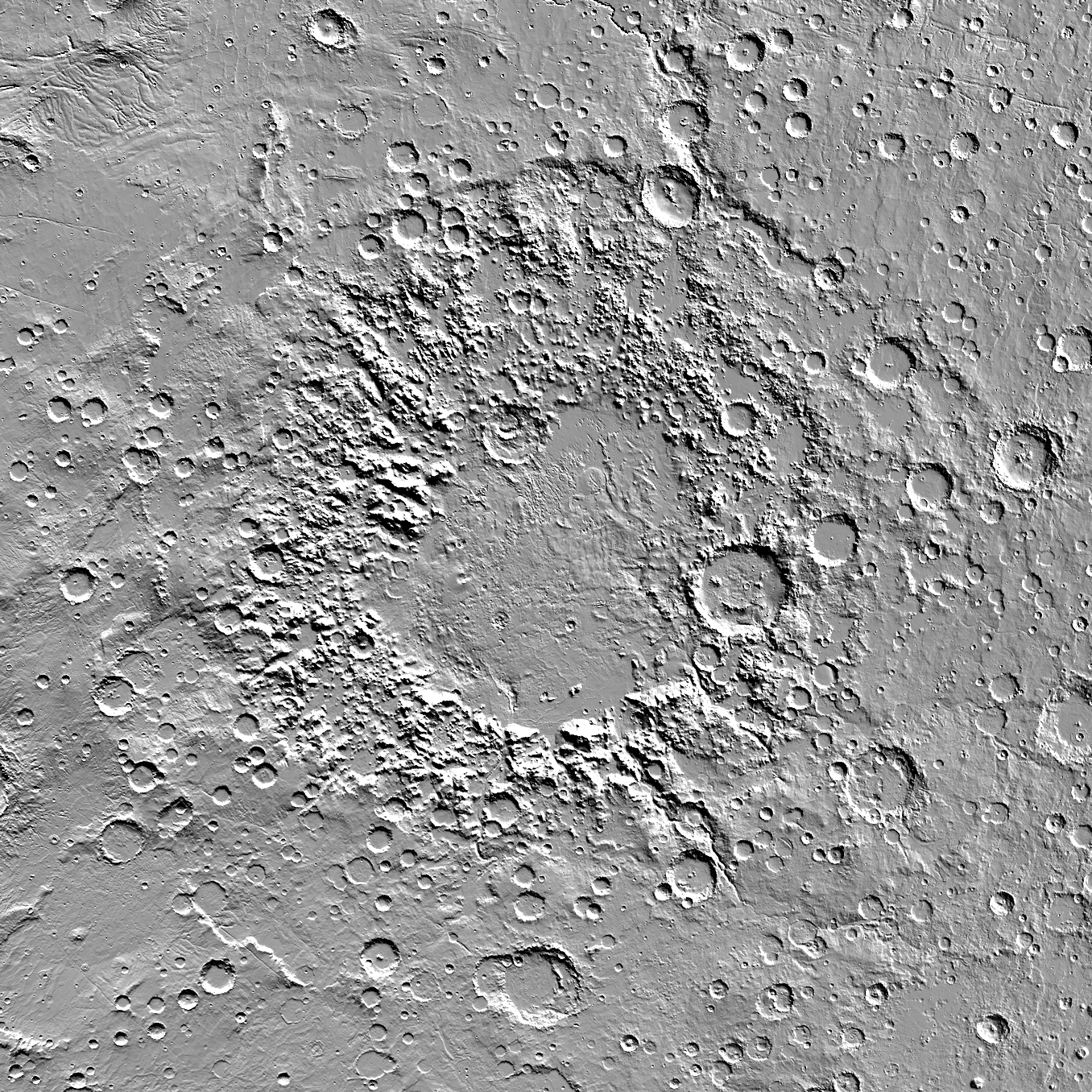
火星阿尔及尔平原盆地

## 参引资料
1. ↑  Schultz, R. A.; Frey, H. V. . Journal of Geophysical Research. August 1990, 95 (B9): 14175–14189. Bibcode:1990JGR....9514175S. doi:10.1029/JB095iB09p14175.
2. 1 2 3 4 5 6 7 8 9 10 11 12 13 14 15 16 17  Potter R., Hargitai H., Öhman T. http://link.springer.com/referenceworkentry/10.1007%2F978-1-4614-9213-9_15-2 |chapterurl=缺少标题 (帮助). . Springer New York. 2014: 1–11  [2017-08-27]. ISBN 978-1-4614-9213-9. doi:10.1007/978-1-4614-9213-9_15-2. （原始内容存档于2015-01-01）. |article=被忽略 (帮助)
3. 1 2 3 4  Wagner R. http://link.springer.com/referenceworkentry/10.1007%2F978-3-642-11274-4_778 |chapterurl=缺少标题 (帮助). . Springer Berlin Heidelberg. 2011: 807  [2017-08-27]. ISBN 978-3-642-11274-4. doi:10.1007/978-3-642-11274-4_778. （原始内容存档于2017-08-27）. |article=被忽略 (帮助) (a link on Google Books)
4. 1 2 3 4 5  Hartmann, W. K. . Multi-ring basins: Formation and evolution; Proceedings of the Lunar and Planetary Science Conference, Houston, TX, November 10-12, 1980. (A82-39033 19-91). 1981: 79–90  [2017-08-27]. Bibcode:1981mrbf.conf...79H. （原始内容存档于2019-01-28）.
5. 1 2 3  Frey, H. V. . Geophysical Research Letters. July 2008, 35 (E13)  [2017-08-27]. Bibcode:2008GeoRL..3513203F. doi:10.1029/2008GL033515. （原始内容存档于2017-08-27）.
6. 1 2  Frey, H. V.  (PDF). Abstracts of Papers Submitted to the Lunar and Planetary Science Conference 39, abstract 1344. 2008. （原始内容 (PDF)存档于2015-02-26）.
7. 1 2 3 4  Frey, H. V.  (PDF). 40th Lunar and Planetary Science Conference, (Lunar and Planetary Science XL), held March 23-27, 2009 in The Woodlands, Texas, id.1687. 2009  [2017-08-27]. Bibcode:2009LPI....40.1687F. （原始内容存档 (PDF)于2020-09-26）.
8. 1 2 3 4  Fassett, C. I.; Head, J. W.; Baker, D. M. H.;  et al. . Journal of Geophysical Research. April 2012, 117 (E12)  [2017-08-27]. Bibcode:2012JGRE..117.0L08F. doi:10.1029/2012JE004154. （原始内容存档于2017-08-27）.
9. ↑  Hartmann, W. K.; Kuiper, G. P.  (PDF). Communications of the Lunar and Planetary Laboratory. 1962, 1: 51–66. Bibcode:1962CoLPL...1...51H. （原始内容 (PDF)存档于2014-12-20）.
10. 1 2 3  Wilhelms D. http://ser.sese.asu.edu/GHM/ghm_04txt.pdf |chapterurl=缺少标题 (帮助) (PDF).  (PDF). United States Geological Survey Professional Paper 1348. 1987: 57, 64–65. （原始内容存档于2013-05-14）. |article=被忽略 (帮助)
11. ↑  Wood C. A., Anderson L.  (PDF). Proceedings of the 9th Lunar and Planetary Science Conference, Houston, Texas, March 13-17, 1978. 1978: 3669–3689  [2021-12-19]. Bibcode:1978LPSC....9.3669W. （原始内容存档 (PDF)于2017-10-10）.
12. 1 2 3 4 5 6 7 8  Andrews-Hanna, J. C., Zuber M. T.  (PDF). The Geological Society of America Special Paper 465. 2010: 1–13. doi:10.1130/2010.2465(01). （原始内容 (PDF)存档于2015-02-25）.
13. ↑  Ernst C. M., Denevi B. W., Barnouin O. S.;  et al. . Icarus. 2015, 250: 413–429. Bibcode:2015Icar..250..413E. doi:10.1016/j.icarus.2014.11.003.
14. ↑  Head J. W. . The moon. 1976, 15 (3-4): 445–462. Bibcode:1976Moon...15..445H. doi:10.1007/BF00562252.
15. ↑  . Venus Crater Database. Lunar and Planetary Institute. 2013  [2014-08-01]. （原始内容存档于2013-11-11）.
16. ↑  . Gazetteer of Planetary Nomenclature. International Astronomical Union (IAU) Working Group for Planetary System Nomenclature (WGPSN).   [2014-08-01]. （原始内容存档于2014-08-02）.
17. ↑  Herrick, R. R.; Sharpton, V. L. . Geology. 1996, 24 (1): 11–14. Bibcode:1996Geo....24...11H. doi:10.1130/0091-7613(1996)024<0011:GHOTMI>2.3.CO;2.
18. ↑  McGill, G. E. . Journal of Geophysical Research. 1989, 94 (B3): 2753–2759. Bibcode:1989JGR....94.2753M. doi:10.1029/JB094iB03p02753.
19. ↑  Fassett C. I., Head J. W., Blewett D. T., Chapman C. R., Dickson J. L., Murchie S. L., Solomon S. C., Watters T. R.  (PDF). Earth and Planetary Science Letters. August 2009, 285 (3–4): 297–308. Bibcode:2009E&PSL.285..297F. doi:10.1016/j.epsl.2009.05.022. （原始内容 (PDF)存档于2013-12-18）. (міні-версія （页面存档备份，存于）, Bibcode：2009LPI....40.1899F)
20. 1 2  Byrne, C. J.  (PDF). 38th Lunar and Planetary Science Conference, (Lunar and Planetary Science XXXVIII), held March 12-16, 2007 in League City, Texas. LPI Contribution No. 1338, p.1248. 2007  [2017-08-27]. Bibcode:2007LPI....38.1248B. （原始内容存档 (PDF)于2012-03-15）.
21. 1 2  Byrne, C. J.  (PDF). 42nd Lunar and Planetary Science Conference, held March 7-11, 2011 at The Woodlands, Texas. LPI Contribution No. 1608, p.1518. 2011  [2017-08-27]. Bibcode:2011LPI....42.1518B. （原始内容存档 (PDF)于2020-09-26）.
22. ↑  Byrne, C. J.  (PDF). NLSI Lunar Science Conference, held July 20-23, 2008 at NASA Ames Research Center, Moffett Field, California, LPI Contribution No. 1415, abstract no. 2018. 2008  [2017-08-27]. Bibcode:2008LPICo1415.2018B. （原始内容存档 (PDF)于2015-04-02）.
23. ↑  Hiesinger H., Head J. W.  (PDF). Planetary and Space Science. 2002, 50 (10–11): 939–981  [2017-08-27]. Bibcode:2002P&SS...50..939H. doi:10.1016/S0032-0633(02)00054-5. （原始内容存档 (PDF)于2021-02-04）.
24. ↑  
Wood C. A. . lpod.org. 2004-08-14  [2015-02-10]. （原始内容存档于2014-08-07）.

## 延伸阅读
- Potter R., Hargitai H., Öhman T. http://link.springer.com/referenceworkentry/10.1007%2F978-1-4614-9213-9_15-2 |chapterurl=缺少标题 (帮助). . Springer New York. 2014: 1–11  [2017-08-27]. ISBN 978-1-4614-9213-9. doi:10.1007/978-1-4614-9213-9_15-2. （原始内容存档于2015-01-01）. |article=被忽略 (帮助)